# Comac C919

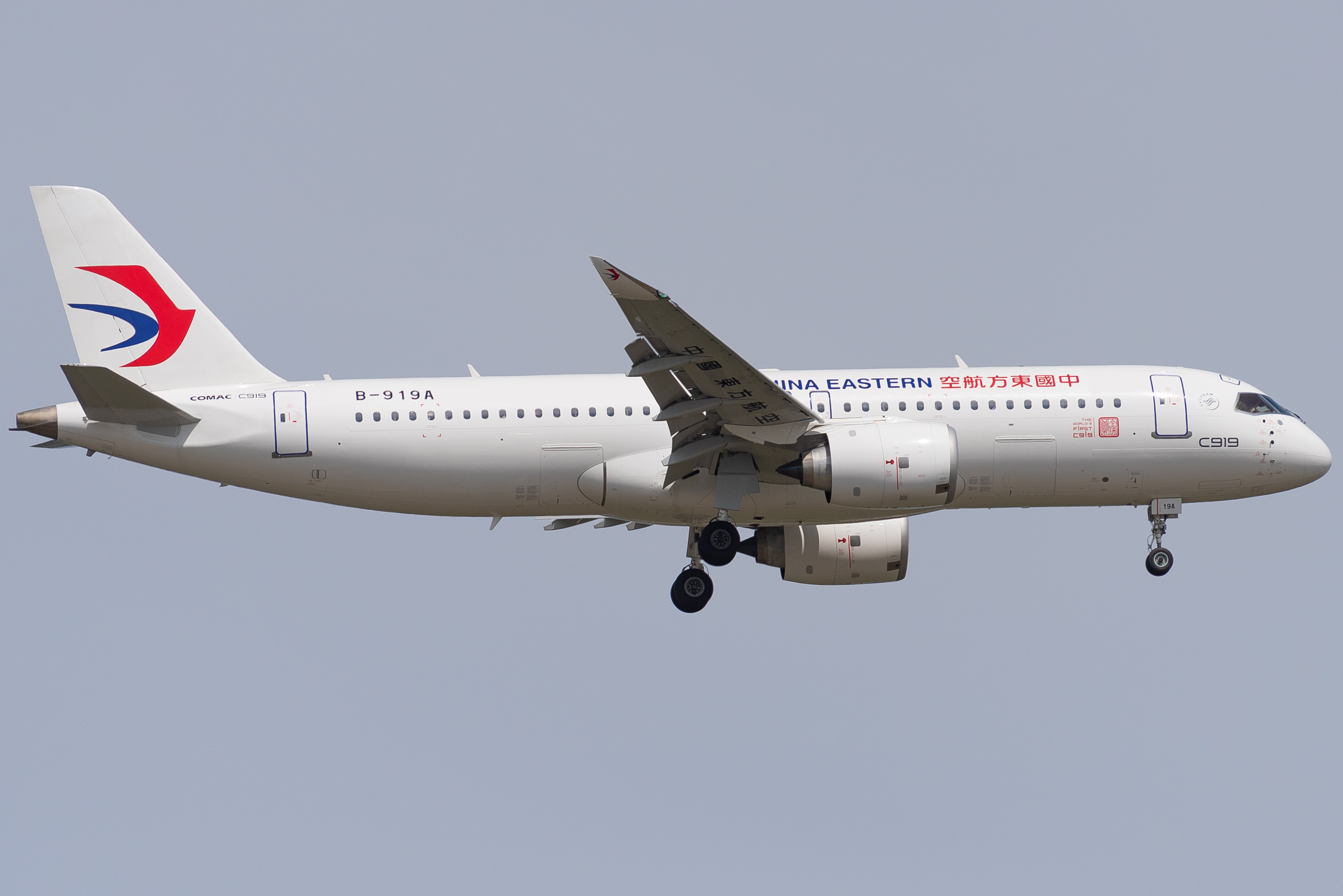
Comac C919 w barwach China Eastern Airlines podchodzący do lądowania w Porcie lotniczym Pekin

Comac C919 – dwusilnikowy samolot pasażerski, odrzutowiec wąskokadłubowy, zaprojektowany i produkowany przez Comac w Chińskiej Republice Ludowej. Pierwszy raz zaprezentowany został pod koniec 2015 roku. Swój pierwszy komercyjny lot odbył 28 maja 2023 roku w barwach linii lotniczej China Eastern Airlines.
Projekt jest obsługiwany przez wielu chińskich i amerykańskich dostawców komponentów lotniczych, w tym m.in. CFM International jako dostawca silników oraz Parker Hannifin jako dostawca systemu fly-by-wire. Samolot ten ma zastąpić w Chinach samoloty typu Airbus A320 i Boeing 737, które w dużej liczbie są używane przez wiele chińskich linii lotniczych. Jego konstrukcja będzie zbliżona do Airbusa A320.

## Historia

### Projekt
Samolot został zaprojektowany i produkowany jest w Szanghaju. Początkowo awionika i silniki samolotu będą pochodzić od zagranicznych dostawców, jednak państwo przedstawiło chęć do zaprojektowania własnych silników do modelu C919. Firma CFM International dostarcza silniki do samolotu z serii LEAP-X, które będą również montowane w nowej wersji Airbusa A320neo. Samolot pod względem technicznym będzie podobny do samolotu A320. Umożliwi to konkurowanie modelu C919 z europejską maszyną. Firma planuje rozszerzyć projekt o nowe powiększone oraz pomniejszone warianty samolotu oraz wersje cargo i biznes. Budowę prototypu rozpoczęto 2 września 2009. 2 listopada 2015 roku odbyła się uroczystość roll-out ukończonej maszyny. Pierwszy lot testowy odbył się 5 maja 2017. Program budowy ma liczne opóźnienia i prawdopodobnie pierwsze dostawy seryjnych samolotów rozpoczną się w 2020 roku. Pod koniec 2020 roku amerykańska administracja rządowa ogłosiła nałożenie na Chiny szeregu ograniczeń eksportowych. Była to reakcja amerykańskiego rządu na chińskie programy zbrojeniowe. Efektem sankcji były opóźnienia w dostawie części do produkcji samolotu. Całość opóźnień może wpłynąć na proces certyfikacji maszyny. Obawy budzi zapewnienie dostaw jednostek napędowych CFM International LEAP, które nie mają zamienników dostępnych dla chińskiego producenta. W planach było wykorzystanie rodzimej jednostki ACAE CJ-1000A, której certyfikacje wstępnie zakładano na 2021 rok. Opóźnienia dotknęły również program budowy silnika rodzimej konstrukcji. Ich wielkość oceniana jest na osiem do dziewięciu lat.

### Zamówienia
Na pokazach lotniczych Zhuhai Airshow sześć linii lotniczych złożyło 55 zamówień na model C919 oraz 45 opcji, m.in. Air China, China Eastern Airlines, Hainan Airlines, China Southern Airlines, GECAS. 14 lutego 2012, na Singapore Airshow, firma leasingowa BOC Aviation zamówiła 20 samolotów C919. W 19 września 2012 firma leasingowa CCB Financial Leasing Corporation zamówiła 50 samolotów. Na dzień 13 listopada 2012 łączna liczba zamówień na Comac C919 wynosi 380. Do końca 2015 roku, portfel zamówień, opcji i listów intencyjnych liczy 517 samolotów.
9 grudnia 2022 roku, uroczyście przekazano pierwszy seryjny C919. Odbiorcą samolotu była linia China Eastern Airlines. Na początku 2023 roku Comac dysponował portfelem zamówień na model C919 wynoszącym około 800 maszyn.

## Certyfikacja
W 2020 ogłoszono, że zakończono projektowanie samolotu, a w 2021 mają rozpocząć się starania o uzyskanie certyfikacji - czyli dopuszczenie do komercjalnego użytku samolotu.
W dniu 29 września 2022 Chińska Administracja Lotnictwa Cywilnego (CAAC) wydała certyfikację zdatności do lotu, obowiązującą jednak tylko w Chinach.

## Podobne samoloty
- Airbus A320neo
- Boeing 737 MAX
- Bombardier CSeries
- Irkut MC-21